# Mlecznik (wzgórze)
Mlecznik – wzgórze (312,2 m n.p.m.) w południowo-zachodniej Polsce, we Wzgórzach Strzelińskich, na Przedgórzu Sudeckim.